# Boeder

Logo

Die boeder AG (Döbbelin & Boeder) war ein deutsches Handelsunternehmen für Bürobedarf und EDV-Zubehör mit Sitz in Flörsheim am Main. Die Firma meldete im Jahr 2000 Insolvenz an. Der Markenname wird seit August 2006 von der Firma German Hardcopy (Geha) aus Brilon für Papier und Tintenpatronen benutzt. Das Sortiment mit ca. 1.500 Produkten umfasste unter anderem: Disketten, CD-Rohlinge, MP3-Player (boeder mpman), Scanner, Joysticks, Mäuse, Tastaturen, Aktenvernichter, Software und Papier. Bekannt war boeder vor allem für die Amiga- und PC-Spiele, die von ihnen vertrieben wurden. boeder besaß ebenfalls die deutschen Rechte für die Marke Memorex.